# Ulrich Greifelt
Ulrich Heinrich Emil Richard Greifelt (ur. 8 grudnia 1896 w Berlinie, zm. 6 lutego 1949 w Landsbergu) – niemiecki wojskowy, zbrodniarz wojenny oraz SS-Obergruppenführer.

## Życiorys
Uczestnik I wojny światowej. Członek NSDAP od 1 kwietnia 1933 (numer partyjny 1 667 407) oraz SS od maja 1933 (numer ewidencyjny 72 909). Od 1 marca 1934 do 15 marca 1934 był szefem sztabu nadokręgu SS „Łaba” (Stabschef SS-Oberabschnitt "Elbe"), a następnie – do 1 maja 1935 – pełnił taką samą funkcję w nadokregu SS „Ren” (Stabschef SS-Oberabschnitt "Rhein"). W październiku 1939 został przydzielony do placówki służbowej Komisarza Rzeszy do Spraw Konsolidacji Narodu Niemieckiego (Dienststelle des Reichsführers-SS für die Festigung Deutsches Volkstums), a następnie Urzędu Reichsführera-SS i Komisarza Rzeszy do spraw Umacniania Niemczyzny (Reichsführer-SS und Reichskommissar für die Festigung Deutsches Volkstums). Od 6 listopada 1941 do 8 maja 1945 kierował Głównym Urzędem Sztabowym Komisarza Rzeszy do spraw Umacniania Niemczyzny (Hauptstabsamt des Reichskommissar für die Festigung Deutsches Volkstums). Odznaczony m.in. Krzyżem Żelaznym II i I klasy (Eisernes Kreuz II und I Klasse), Krzyżem Honorowym za Udział w Wojnie (Ehrenkreuz für Frontkämpfer), Wojennym Krzyżem Zasługi II i I klasy z Mieczami (Kriegsverdienstkreuz II und I Klasse mit Schrertern), Szpadą Honorową SS (SS-Ehrendegen) oraz Pierścieniem Honorowym SS (SS-Totenkopfring).
Był jednym z głównych oskarżonych w ósmym z tzw. procesów norymberskich - procesie RuSHA („Rasse- und Siedlungshauptamt”, 1947–1948). Został skazany na karę dożywotniego więzienia. Zmarł w lutym 1949 po długiej chorobie w więzieniu Landsberg.